# 宣化角龍屬
宣化角龍屬（屬名：Xuanhuaceratops）是種生存於晚侏儸紀的恐龍，屬於朝陽龍科，是最早的角龍下目恐龍之一。宣化角龍的化石發現於中國河北省。
宣化角龍是在中國地質學會主辦的學術季刊《地質學報》上刊登，由中國古生物學家趙喜進與他的同僚所敘述、命名。宣化角龍最初名為宣化龍（"Xuanhuasaurus"），這是一個無資格名稱。

## 外部連結
- http://www.dinoruss.com/de_4/5ce89ee.htm（页面存档备份，存于）